# Sergueï Choustikov
Sergueï Viktorovitch Choustikov (russe : Сергей Викторович Шустиков), né le 30 septembre 1970 à Moscou et mort le 7 janvier 2016 à l'âge de 45 ans, est un footballeur russe qui évolue au poste de milieu de terrain.
Il est le fils de Viktor Choustikov.

## Biographie
Avec le club du Racing de Santander, il joue 46 matchs en première division espagnole, marquant un but.
Il dispute un total de 421 matchs en première division, tout championnats confondus, inscrivant 43 buts.
Il participe aux compétitions européennes avec le Torpedo Moscou, disputant 15 matchs en Coupe de l'UEFA, et une rencontre en Coupe des Coupes. Il inscrit son seul but en Coupe d'Europe le 21 octobre 1992, sur la pelouse du Real Madrid. Il est quart de finaliste de la Coupe de l'UEFA en 1991.
En 1992, Sergey Shustikov est sélectionné à deux reprises avec l'équipe des États indépendants, contre les États-Unis (défaite 2-1), puis contre Israël (victoire 1-2).
De septembre 2014 à janvier 2016, il entraîne le club du FC Solyaris Moscow (en), en troisième division russe.

## Palmarès
Torpedo Moscou
- Vainqueur de la Coupe de Russie en 1993.
- Finaliste de la Coupe d'Union soviétique en 1991.